# P3 Gull
P3 Gull är en årlig norsk TV-sänd musikgala och prisutdelning i regi av NRK P3. Det första evenemanget arrangerades den 29 november 2013 i Oslo. P3 Gull delar ut priser i fyra kategorier: Årets nykomling, Årets liveartist, Årets låt och P3-priset. 
P3 Gull-galan inrättades för att vara ett möte mellan publiken och musiken som spelas i norska P3.
Som TV-program har galan vunnit åtta Gullrutepriser.

## Pristagare

### P3 Gull 2013
- Årets nykomling: Cashmere Cat
- Årets liveartist: Kaizers Orchestra
- Årets låt: "Running to the sea" - Röyksopp och Susanne Sundfør
- P3-priset: Karpe Diem

### P3 Gull 2014
- Årets nykomling: Kygo
- Årets liveartist: OnklP och De Fjerne Slektningene
- Årets låt: "Styggen på ryggen" - OnklP och De Fjerne Slektningene
- P3-priset: Susanne Sundfør

### P3 Gull 2015
- Årets nykomling: Astrid S
- Årets liveartist: Honningbarna
- Årets låt: "2 AM" – Astrid S
- P3-priset: Lars Vaular

### P3 Gull 2016
- Årets nykomling: Cezinando
- Årets liveartist: Karpe Diem
- Årets låt: "Lett å være rebell i kjellerleiligheten din" – Karpe Diem
- P3-priset: Röyksopp

### P3 Gull 2017
- Årets nykomling: Sigrid
- Årets liveartist: Karpe Diem
- Årets Låt:  "Håper du har plass" – Cezinando
- P3-artist: OnklP